# Jacques Gaillard (ski)
Pour les articles homonymes, voir Jacques Gaillard et Gaillard.
Jacques Gaillard est un sauteur à ski et coureur du combiné nordique français né le 16 août 1950.
Après sa carrière de sportif, il a continué à consacrer sa vie au sport, en tant que dirigeant et entraîneur. Il a notamment accompagné jusqu'aux podiums olympiques Fabrice Guy et Sylvain Guillaume en combiné nordique, et Coline Mattel en saut à ski.

## Parcours sportif
Jacques Gaillard a été membre de l'équipe de France de combiné nordique de 1967 à 1978.
Il participe aux Jeux olympiques d'hiver de 1972 à Sapporo dans les épreuves de saut à ski (51e) et de combiné nordique (35e).
Jacques Gaillard participe aussi aux Jeux olympiques d'hiver de 1976 à Innsbruck dans l'épreuve de combiné nordique, il prend la 25e place.